# Jens Filbrich
Jens Filbrich (n. 13 martie 1979, Suhl, Republica Democrată Germană, Germania) este un schior de fond ce a reprezentat Germania, medaliat olimpic. A participat la 4 ediții ale Jocurilor Olimpice (2002, 2006, 2010, 2014) în care a câștigat o medalie de argint și o medalie de bronz.